# Запорошка област
Запорошка област (укр. Запорізька область), позната и као Запорожје (укр. Запоріжжя), област је на југу Украјине. Административни центар области је град Запорожје. Ова област је један од индустријских и пољопривредних центара Украјине.

## Географија
Површина ове области је 27.200 km², а број становника је 1,9 милиона, што је чини деветом облашћу по броју становника у Украјини.

## Историја
Запорошка област је образована 10. јануара 1939. године као део Украјинске Совјетске Социјалистичке Републике. После пада Кијевске Русије, ова територија је потпала под власт Златне хорде. Степе око реке Дњепар су у више наврата биле део Кримског каната, државе Кримских Татара.
Од 15. века до 18. века ова област је била део војне државе украјинских козака која се звала Запорошка Сеч.
Након почетка Руско-украјинског рата 2022. године, велики део Запорошке области нашао се под војном окупацијом руских снага. Од 23. до 27. септембра 2022. године, одржан је референдум о присаједињењу ове области Руској Федерацији.

## Образовање
271.400 ученика похађа образовање у 690 државних основних школа. Постоји 325 средњих школа, од којих је 193 руских. Бугарски, чешки и грчки су веома популарни језици у овој области. Више образовање се састоји од медицинског и техничког универзитета, као и од Инжењерске академије. Град Запорожје је један од највећих центара за образовање странаца у Украјини.

## Становништво
| Националност | 1989. | 2001. | Матерњи језик    | 1989. | 2001. |
| Украјинци    | 63,1% | 70,8% | Украјински језик | 49,3% | 50,2% |
| Руси         | 32,0% | 24,7% | Руски језик      | 48,8% | 48,2% |
| Бугари       | 1,7%  | 1,4%  | остали језици    | 1,9%  | 1,6%  |
| Белоруси     | 0,9%  | 0,7%  |                  |       |       |
| Јермени      | 0,1%  | 0,3%  |                  |       |       |
| Татари       | 0,3%  | 0,3%  |                  |       |       |
| Јевреји      | 0,7%  | 0,2%  |                  |       |       |
| Грузини      | 0,04% | 0,2%  |                  |       |       |